# W32SA
W32SA（だぶりゅーさんにーえすえー）は、三洋電機（大阪、後の京セラ SANYOブランド）によって開発された、auブランドを展開するKDDIおよび沖縄セルラー電話のCDMA 1X WIN（後のau 3G）の携帯電話端末である。

## 特徴
CDMA 1X WINの端末として、初めてアナログ地上波テレビ機能を備え、携帯電話では初となるFMトランスミッターが採用された機種でもある。
前機種のW31SAとは異なり、FMラジオ用アンテナはアナログテレビ用アンテナと兼用となり、内蔵アンテナから伸縮式に変更されている。
また、テレビを視聴しながら番組情報や曲名検索などができるEZテレビや、W31Tとともに、初のKCPプラットフォームおよびBREW 3.1を搭載し、ケータイアップデート（無線ネットワークよるソフトウェア更新機能）に対応した。

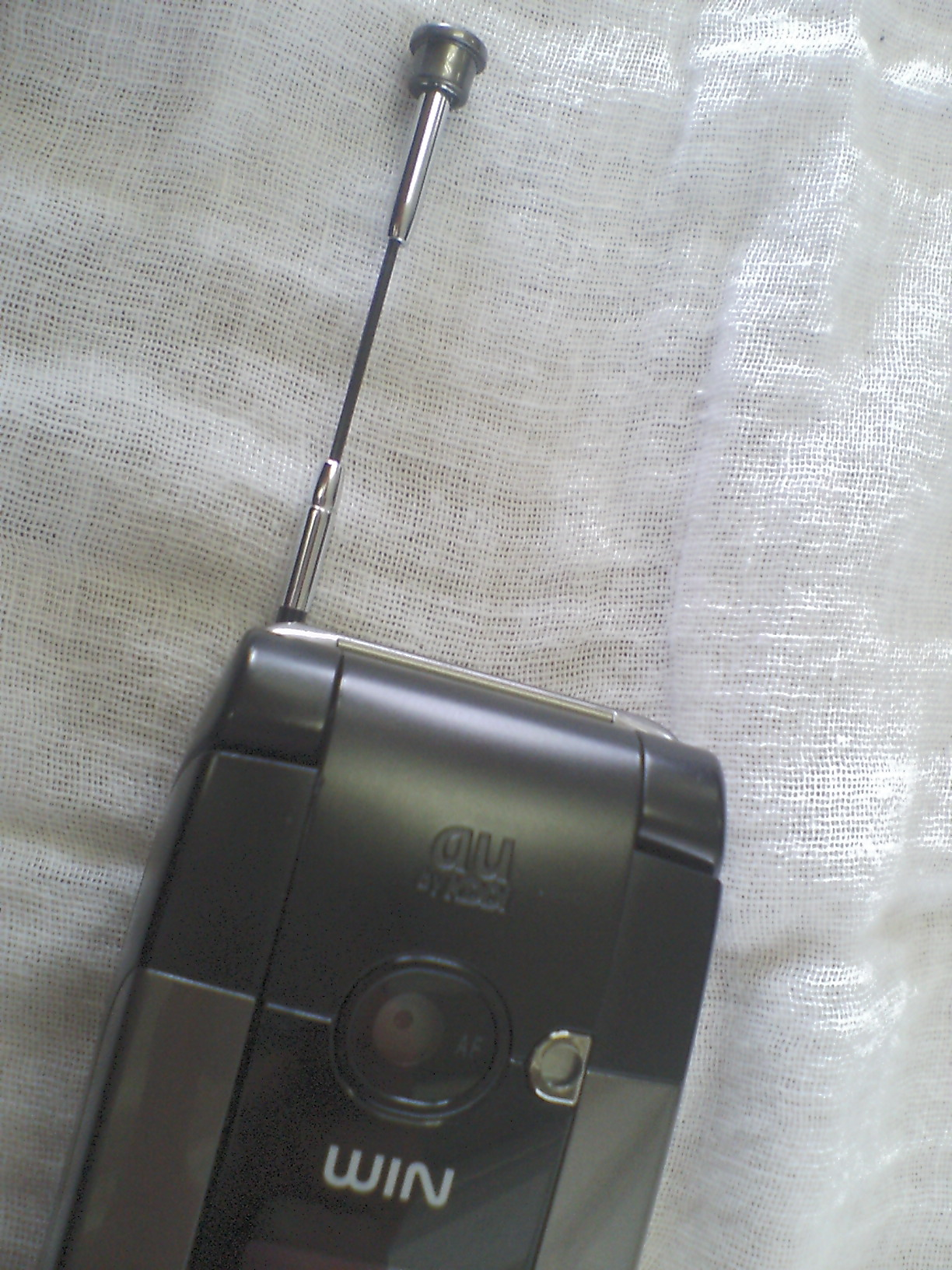
アナログテレビ兼FMラジオ用アンテナは、伸縮が可能。縮めたときは、本体から突出しないように収納が可能。
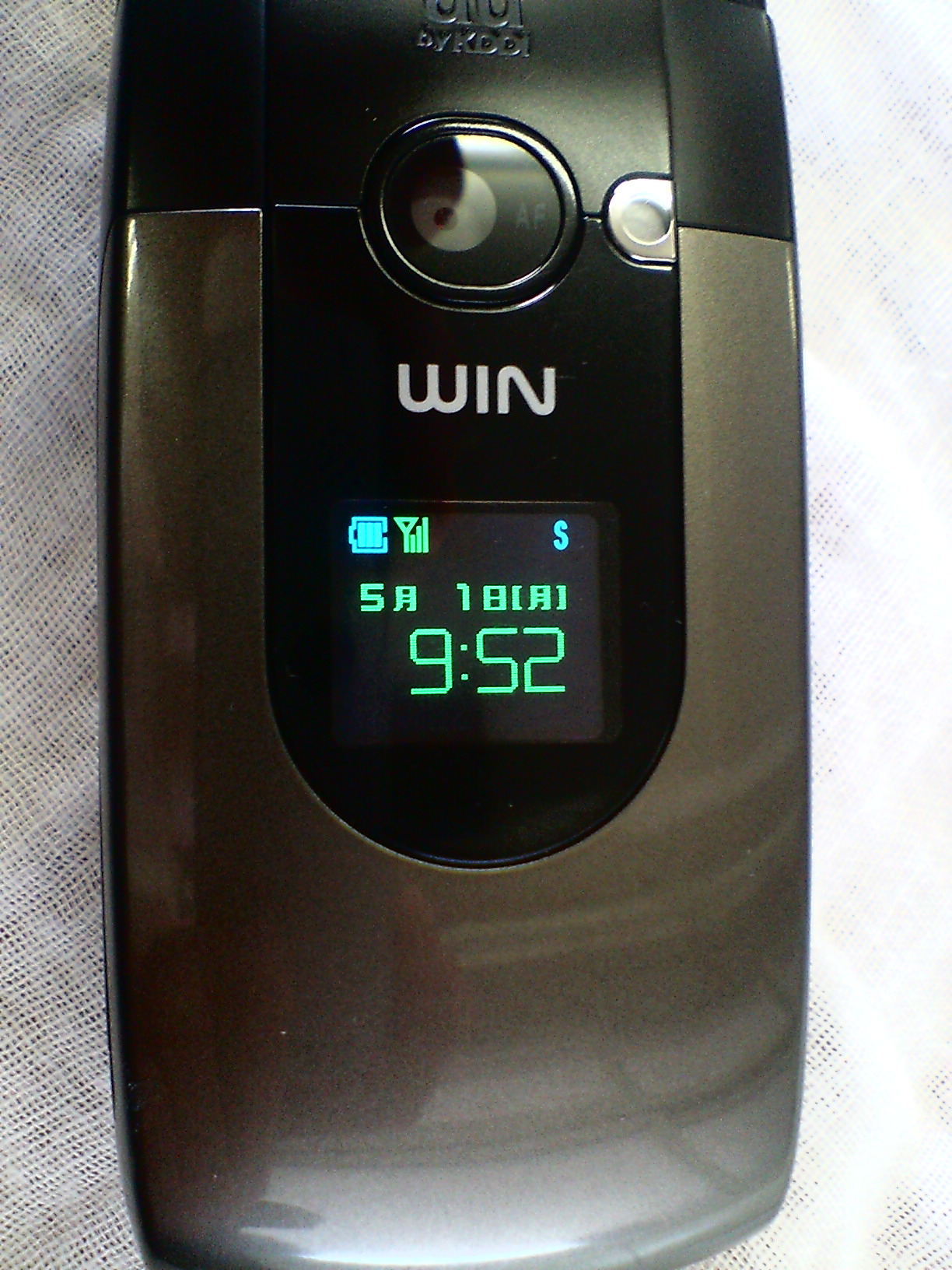
有機ELサブディスプレイは、鮮明で見やすい。カメラは、1.3メガピクセルCCDイメージセンサを採用。

## 対応サービス
- EZ「着うたフル」
- EZ・FM
- SD-Audio (AAC)
- EZナビウォーク
- EZチャンネル
- 安心ナビ
- 赤外線通信
- ミュージックプレーヤー

## 不具合
使用しているうちに電池パックが膨らみ、電池の持ちが極端に悪くなったり、Webサイトを閲覧中に画面が真っ白になって切断されてしまう頻度が高くなったりする不具合が発生した。これに対し、電池パックの無償交換やソフトウェアのアップデートといった対策がとられた。
2006年6月5日に以下の不具合の修正がケータイアップデートにより行われた。
- 待ち受け時間が短くなる
- 電池パックが膨らむ場合がある